# Bredasjön (Eringsboda socken, Blekinge)
Bredasjön är en sjö i Ronneby kommun i Blekinge och ingår i Ronnebyåns huvudavrinningsområde. Sjön är 16,5 meter djup, har en yta på 0,292 kvadratkilometer och är belägen 99,3 meter över havet. Sjön avvattnas av vattendraget Mållebäcken.

## Delavrinningsområde
Bredasjön ingår i det delavrinningsområde (625191-146840) som SMHI kallar för Ovan Ältabäcken. Medelhöjden är 108 meter över havet och ytan är 44,36 kvadratkilometer. Det finns inga avrinningsområden uppströms utan avrinningsområdet är högsta punkten. Mållebäcken som avvattnar avrinningsområdet har biflödesordning 2, vilket innebär att vattnet flödar genom totalt 2 vattendrag innan det når havet efter 21 kilometer. Avrinningsområdet består mestadels av skog (71 procent) och jordbruk (11 procent). Avrinningsområdet har 2,9 kvadratkilometer vattenytor vilket ger det en sjöprocent på 6,5 procent.